# 1568 Aisleen
Aisleen (asteroide 1568) é um asteroide da cintura principal, a 1,7540107 UA. Possui uma excentricidade de 0,2543404 e um período orbital de 1 317,75 dias (3,61 anos).
Aisleen tem uma velocidade orbital média de 19,41989747 km/s e uma inclinação de 24,89306º.
Esse asteroide foi descoberto em 21 de Agosto de 1946 por Ernest Johnson.